# Gurcy-le-Châtel
Gurcy-le-Châtel ist eine französische Gemeinde im Département Seine-et-Marne in der Île-de-France. Sie gehört zum Kanton Provins im Arrondissement Provins.
Die Bewohner nennen sich Gurcyssois.

## Nachbargemeinden
Umgeben ist Gurcy-le-Châtel von den Gemeinden Meigneux im Norden, Donnemarie-Dontilly im Osten, Égligny im Südosten, Montigny-Lencoup im Südwesten sowie Villeneuve-les-Bordes im Nordwesten.

## Bevölkerungsentwicklung
| Jahr      | 1962 | 1968 | 1975 | 1982 | 1990 | 1999 | 2008 | 2014 |
| --------- | ---- | ---- | ---- | ---- | ---- | ---- | ---- | ---- |
| Einwohner | 468  | 430  | 409  | 393  | 352  | 384  | 535  | 574  |

## Sehenswürdigkeiten

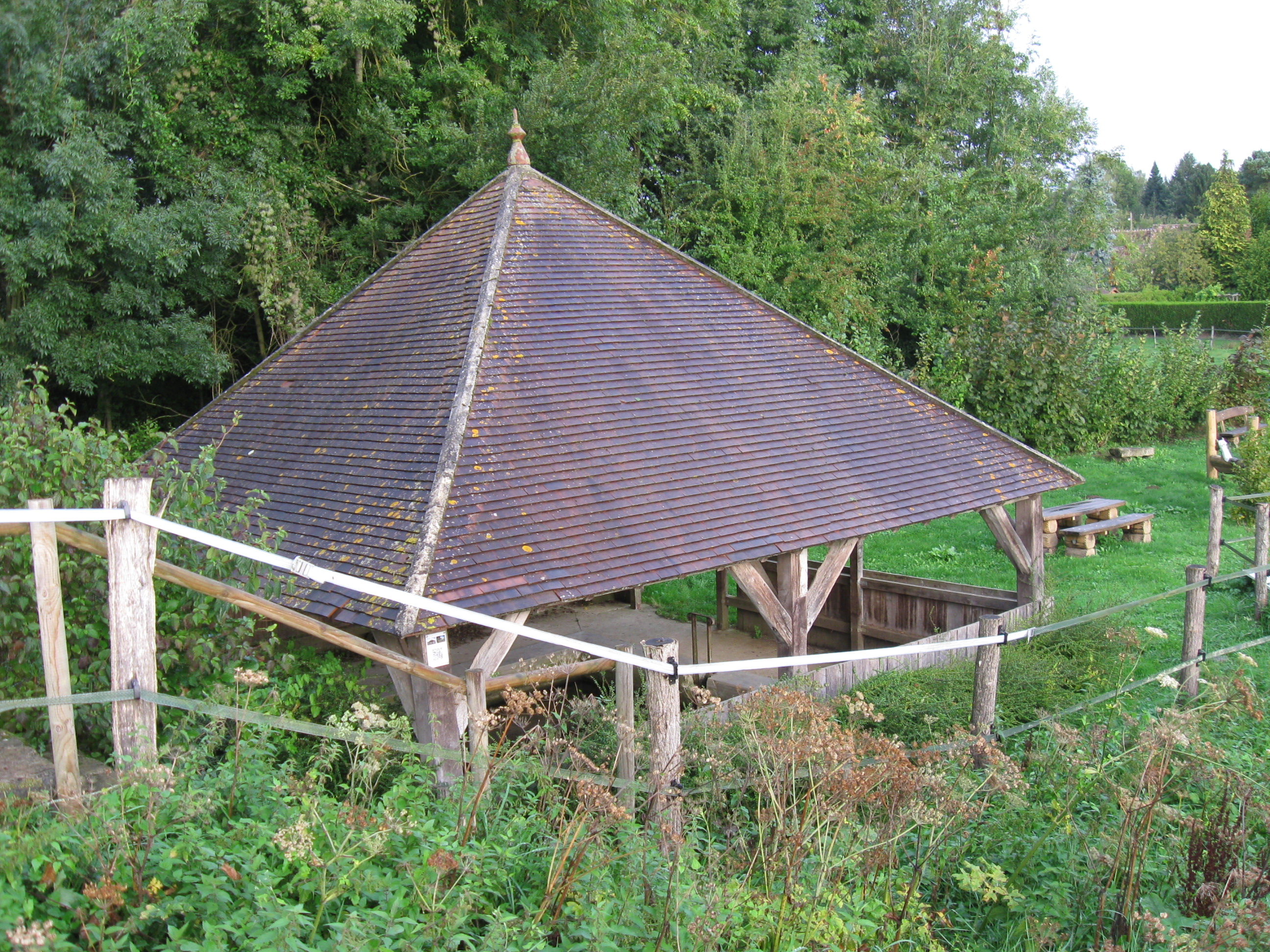
Lavoir
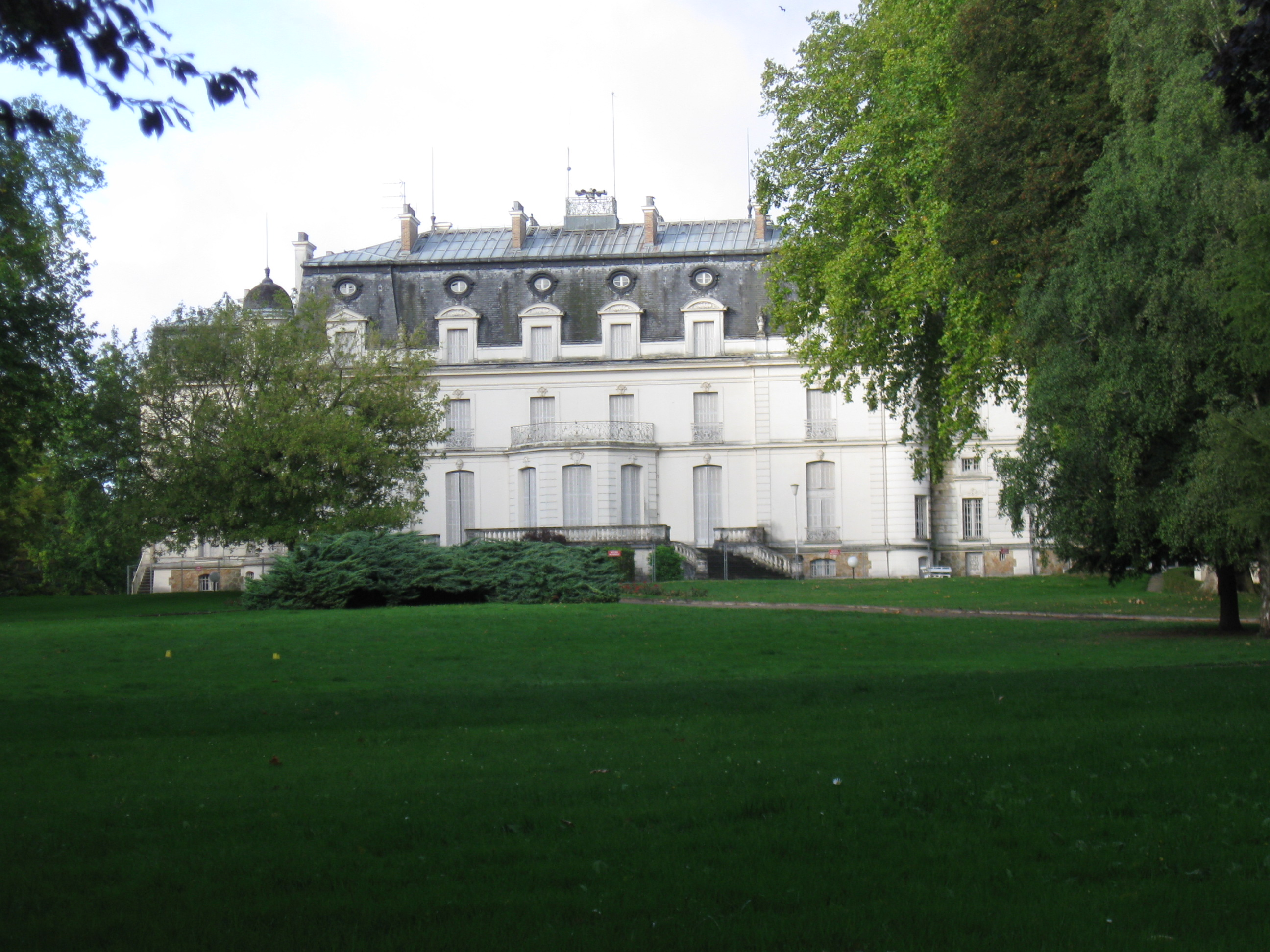
Schloss
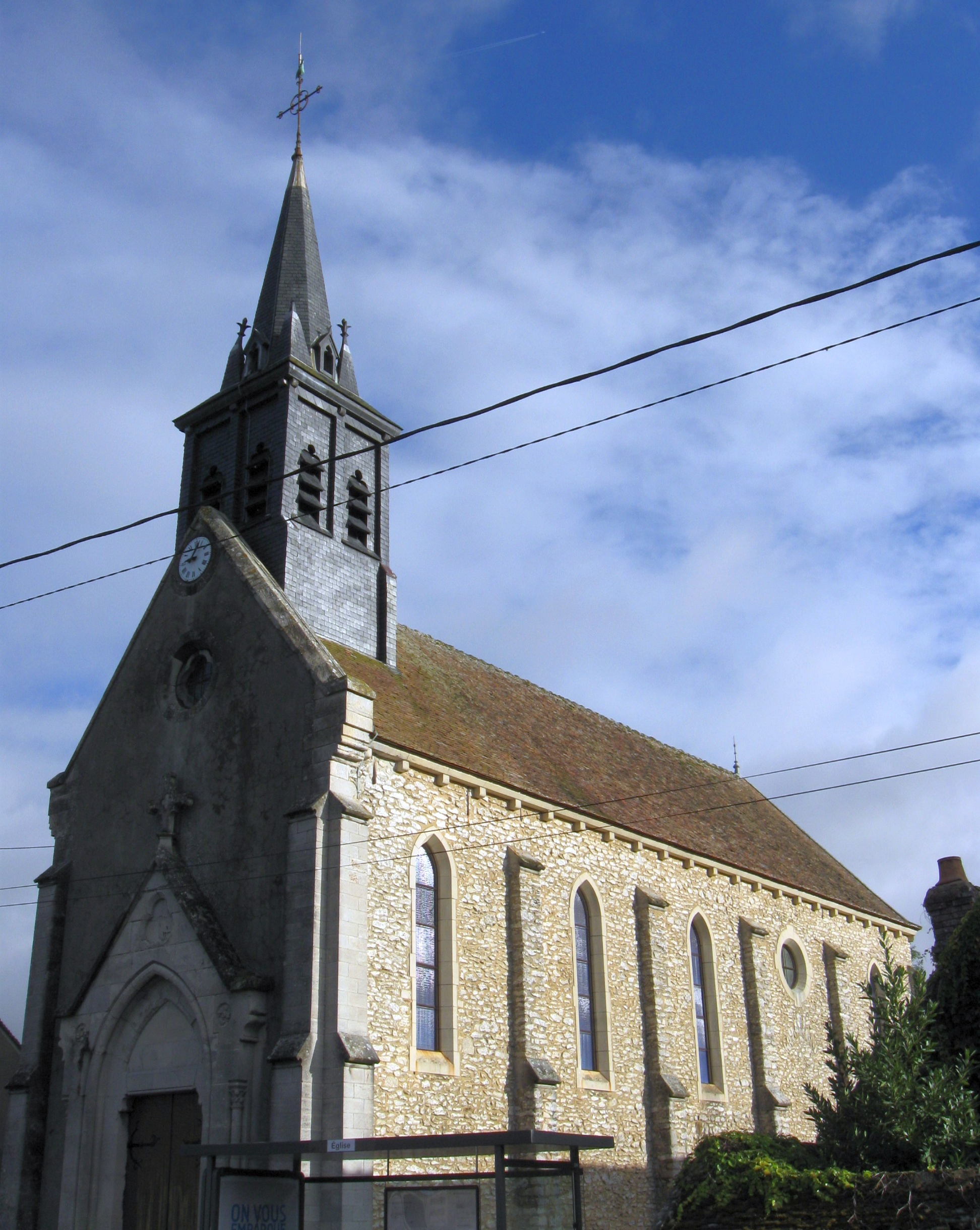
Kirche Saint-Jacques-le-Majeur

## Persönlichkeiten
- Paul-Gabriel d’Haussonville (1843–1924), Politiker und Mitglied der Académie française